# Таємниці професора Мелвілла
«Таємниці професора Мелвілла» — кінофільм режисера Тамар Саймон Хоффс, що вийшов на екрани в 2010 році.

## Зміст
Професор Мелвілл викладає літературу в престижному коледжі. Він гострий на язик, чудово ерудований і тому має великий успіх у місцевих студенток. Та у нього є ще один особливий рід діяльності. Він влаштовує рандеву для дівчат, яким необхідні матеріальні засоби. Одного разу його налагоджений план дає збій, коли одну з учениць знаходять мертвою посеред студмістечка.

## Ролі
| Актор              | Роль |
| ------------------ | ---- |
| Малкольм МакДауелл | -    |
| Ешлі Рен Коллінз   | -    |
| Тімоті Боттомс     | -    |
| Уїтні Ейбл         | -    |
| Ліллі МакДауелл    | -    |
| Терін Саузерн      | -    |
| Енгус МакФадьєн    | -    |
| Роберт Харві       | -    |
| Ерік Чаікін        | -    |
| Елізабет Родрігез  | -    |

## Знімальна група
- Режисер — Тамар Саймон Хоффс
- Сценарист — Тамар Саймон Хоффс
- Продюсер — Чарлі Кабрера, Б.Дж. Форд, Тамар Саймон Хоффс